# Maria Jaczynowska
Maria Danuta Jaczynowska (ur. 17 lutego 1928 w Warszawie, zm. 21 lutego 2008 w Toruniu) – polska historyk specjalizująca się w historii starożytnego Rzymu.

## Życiorys
Była córką Jana Jaczynowskiego, nauczyciela geografii w Gimnazjum Wojciecha Górskiego w Warszawie. Uczęszczała do Gimnazjum Żeńskiego Kowalczykówny i Jawurkówny w Warszawie („Szkoła na Wiejskiej”). W 1943 roku wstąpiła do Szarych Szeregów, uczestniczyła jako sanitariuszka w powstaniu warszawskim, pełniła służbę w 1 kompanii batalionu Ruczaj. Posługiwała się pseudonimami Kowalik, Jadzia i 353. W powstaniu zginęła jej starsza siostra – Irena Jaczynowska, również sanitariuszka.
W 1946 roku zdała maturę w Gimnazjum im. Jana Henryka Dąbrowskiego w Kutnie. W latach 1945–1946 była drużynową 3 Żeńskiej Drużyny Harcerskiej „Leśna Polana” im. Marii Skłodowskiej-Curie, której tradycje kontynuuje I Kutnowska Drużyna Wędrownicza im. Tadeusza Rejtana. Później pracowała jako nauczyciel w Liceum Administracyjno-Handlowym w Kutnie (1947–1950), równocześnie studiując historię na Uniwersytecie Łódzkim (w latach 1946–1948), gdzie wykładał m.in. Józef Wolski. W latach 1948–1951 studiowała na Uniwersytecie Warszawskim. Po obronie pracy magisterskiej została zatrudniona jako starszy asystent w Instytucie Historycznym UW. Od 1953 roku należała do PZPR. Od 1955 była pracownikiem Zakładu Historii Starożytnej Uniwersytetu Mikołaja Kopernika w Toruniu. W 1958 uzyskała stopień doktora na UW. Tematem jej rozprawy były Ekonomiczne podstawy nobilitas rzymskiej u schyłku Republiki, a promotorem Iza Bieżuńska-Małowist.
W latach 1961–1962 przebywała we Francji jako stypendystka rządu francuskiego. W lutym 1965 habilitowała się na UMK, na podstawie rozprawy „Collegia Iuvenum”. Rola historyczna i działalność organizacji młodzieży rzymskiej w okresie wczesnego cesarstwa. W 1976 roku otrzymała tytuł profesora nadzwyczajnego, a w 1984 profesora zwyczajnego. Od 1959 roku była członkinią Society for the Promotion of Roman Studies, w latach 1987–1992 członkinią Międzynarodowego Komitetu Association Internationale d’ Épigraphie Grecque et Latine. W 1998 roku przeszła na emeryturę.
Zmarła w Toruniu. Została pochowana na cmentarzu komunalnym nr 2.

## Dorobek naukowy
Autorka 76 pozycji naukowych (14 rozpraw i artykułów opublikowanych za granicą, 8 książek) dotyczących historii społecznej starożytnego Rzymu, oraz dziejów kultów religijnych w świecie rzymskim.

### Wybrane publikacje
- Collegia iuvenum. rola historyczna i działalność organizacji młodzieży rzymskiej w okresie wczesnego cesarstwa (1964)
- Historia starożytna (1969, wspólnie z Anną Mączakową i Witoldem Tylochem)
- Historia starożytnego Rzymu (1974, podręcznik akademicki, kilka wydań)
- Religie świata rzymskiego (1987, ISBN 83-01-07405-1)
- Dzieje Imperium Romanum (1995, ISBN 83-01-11924-1, kilka wydań)
- Narodziny i rozwój imperializmu rzymskiego (1996, ISBN 83-86402-60-1)
- Historia starożytna (1999, podręcznik akademicki, wspólnie z Danutą Musiał i Markiem Stępniem, ISBN 83-85660-53-4, kilka wydań)
- Starożytny Rzym (2008, wspólnie z Marcinem Pawlakiem, ISBN 978-83-7436-177-4)

Trzykrotnie, w latach 1972, 1975 i 1979, uhonorowana nagrodą Ministra Nauki, Szkolnictwa Wyższego i Techniki. W latach 1988, 96 i 2000 odebrała nagrodę Ministra Edukacji Narodowej. Odznaczona Warszawskim Krzyżem Powstańczym.